# Lactulose
Lactulose là một loại đường không hấp thụ được sử dụng trong điều trị táo bón và bệnh não gan. Nó được phân loại là thuốc nhuận tràng thẩm thấu.
Lactulose được dùng qua đường uống để điều trị táo bón và qua đường uống hoặc trực tràng để điều trị bệnh não gan. Thuốc thường bắt đầu có tác dụng sau 8–12 giờ, nhưng có thể mất đến 2 ngày để cải thiện tình trạng táo bón. Tác dụng phụ thường gặp của lactulose bao gồm đầy hơi, chuột rút bụng cũng như mất cân bằng điện giải do tiêu chảy. Chưa ghi nhận tác hại của loại đường này đối với thai nhi khi sử dụng trong thời kỳ mang thai. Nhìn chung, lactulose được coi là an toàn trong thời kỳ cho con bú.
Lactulose được sản xuất lần đầu tiên vào năm 1929 và đã được sử dụng trong y tế từ những năm 1950. Nó được làm từ đường sữa lactose, một disaccharide được cấu tạo từ hai loại monosaccharide là galactose và glucose. Lactulose nằm trong Danh sách thuốc thiết yếu của WHO, và có sẵn dưới dạng thuốc gốc. Năm 2021, đây là loại thuốc được kê đơn phổ biến thứ 265 tại Hoa Kỳ, với hơn một triệu đơn thuốc được kê.

## Hóa học
Lactulose là một disaccharide được hình thành từ một phân tử của mỗi loại monosaccharide là fructose và galactose. Lactulose thường không xuất hiện trong sữa thô, nhưng nó vẫn có thể xuất hiện trong sữa dưới dạng sản phẩm của quá trình nhiệt: nhiệt độ càng cao, lượng chất này trong sữa càng lớn (từ 3,5 mg/L trong sữa thanh trùng ở nhiệt độ thấp đến 744 mg/L trong sữa tiệt trùng trong bao bì).
Lactulose được sản xuất thương mại bằng cách đồng phân hóa lactose. Người ta có thể sử dụng nhiều điều kiện phản ứng và chất xúc tác khác nhau cho quá trình.